# Тревехо, Малу
Мари́я Луи́са Треве́хо (исп. María Luisa Trevejo; род. 15 октября 2002, Гавана, Куба), более известная как Малу́ Треве́хо (исп. Malu Trevejo) — певица и видеоблогер кубинского происхождения, прославившая своими видеороликами в musical.ly (сейчас она известна как TikTok) и дебютным синглом «Luna Llena», выпущенный лейблами In-Tu Linea и Universal Music Latin Entertainment.

## Биография
Мария Луиса Тревехо родилась 15 октября 2002 года в Гаване в семье испанского отчима и кубинской матери. Вскоре после её рождения семья переехала в Испанию и прожила там до 12 лет. Там она с детства увлекалась танцами, чем потом начала заниматься, снимать это на видео и выкладывать в интернет. Это привлекло внимание общественности. После 12 лет, проведённых в Испании, Мария переехала в Майами, США, со своей матерью. Из-за опасения угрозы её музыкальной карьере, которая на тот момента была на взлёте, она начала обучаться дома, а позже бросила школу и начала заниматься музыкой.

## Карьера
После переезда Мария открыла учётные записи в musical.ly (сейчас она известна как TikTok) и Instagram, где она начала выкладывать музыкальные и танцевальные видео. По её словам, именно это ей дало достичь невероятного успеха в музыкальной индустрии, так как танцевальные видео, которые она выкладывала, привлекло внимание общественности и замотивировала её дальше снимать подобные видеоролики. Таким образом она собрала там более миллионы подписчиков.
Популярность в соцсетях в свою очередь дала Марии начать музыкальную карьеру. В 2017 году она подписала контракт с звукозаписывающей компанией Universal Music Latin Entertainment и её подразделением In-Tu Linea. В сентябре того года Малу выпустила свой дебютный сингл «Luna Llena», видеоролик которого за семь недель после выпуска набрал 33 миллиона просмотров на YouTube, а сейчас более 100 миллионов просмотров. Сингл «Luna Llena» дебютировал в чарте Billboard Hot Latin Songs, занимая 27-е место, и на тот момент было продано более 2000 загрузок. Чуть позже была выпущена английская версия «Luna Llena» для не испаноговорящих.
В августе 2019 года Тревехо выпустила мини-альбом «Una vez más», состоящий из четырёх треков.
После выпуска нескольких синглов в сотрудничестве с такими артистами и группами, как Gente de Zona, Hrvy, и участия в мероприятии Power Festival в Луна-парке в Аргентине вместе с Софией Рейес, The Sistars, Анхеллой Торрес и Агусом Падилья, в октябре 2020 года она переехала в Лос-Анджелес, чтобы продолжить там свою музыкальную карьеру.
В октябре 2021 года Малу сообщила, что подписала контракт с лейблом рэпера Трэвис Скотт Cactus Jack Records и Atlantic Records. Потом она выпустила новый сингл «Complicado» с участием Luar La L на лейблах Cactus Jack Records и Atlantic Records. Позже контракт Марии с лейблом Cactus Jack Records был разорван.

## Критика
В апреле 2020 года Тревехо провела прямую трансляцию в Instagram, где её высказывания звучали в расистском характере и на неё обрушилась критика. Во время своей прямой трансляции она назвала COVID-19 «китайским вирусом», так как он пришёл из Китая и сказала: «Извините, я не пытаюсь быть расисткой, но каждый раз, когда я вижу китайца, стараюсь не дышать». Позже через несколько часов она провела ещё одну прямую трансляцию в Instagram, где она принесла краткое извинение, заявив: «Я сделала оскорбительный комментарий о китайцах. Я мало что знала об этом, поэтому говорила так, как говорила, поэтому я прошу прощения за то, что я сказала».

## Дискография

### Альбомы
Una vez más (2019)

### Синглы
| Заголовок                                                              | Год  | Позиции в чартах | Позиции в чартах | Альбом               |
| Заголовок                                                              | Год  | US Latin         | UK               | Альбом               |
| ---------------------------------------------------------------------- | ---- | ---------------- | ---------------- | -------------------- |
| «Luna Llena»                                                           | 2017 | 18               | —                | Неальбомные синглы   |
| «Luna Llena (Английская версия)»                                       | 2017 | —                | —                | Неальбомные синглы   |
| «En Mi Mente»                                                          | 2017 | —                | —                | Неальбомные синглы   |
| «Hasta Luego» (с Hrvy)                                                 | 2018 | —                | 70               | Can Anybody Hear Me? |
| «Nadie Como Yo» (с Gente de Zona)                                      | 2018 | —                | —                | Неальбомные синглы   |
| «Swipe Dat»                                                            | 2018 | —                | —                | Неальбомные синглы   |
| «Como Tú Me Quieres»                                                   | 2019 | —                | —                | Неальбомные синглы   |
| «Down for Your Love»                                                   | 2019 | —                | —                | Una vez más          |
| «Think About» (с Андреа Даманте и Янг Майами)                          | 2019 | —                | —                | Неальбомный сингл    |
| «Una Vez Más»                                                          | 2019 | —                | —                | Una vez más          |
| «Hace Calor» (с участием Чона)                                         | 2019 | —                | —                | Una vez más          |
| «Pa La Calle»                                                          | 2020 | —                | —                | Неальбомные синглы   |
| «Walking in the Club»                                                  | 2020 | —                | —                | Неальбомные синглы   |
| «A lo Malu»                                                            | 2020 | —                | —                | Неальбомные синглы   |
| «Mala» (с участием Haraca Kiko)                                        | 2020 | —                | —                | Неальбомные синглы   |
| «Complicado» с участием Luar La L)                                     | 2021 | —                | —                | MT1                  |
| «Culo Chapa» (с участием Haraca Kiko, La Perversa и Químico Ultra Meg) | 2022 | —                | —                | MT1                  |